# Fräknestjärnen (vid Stora Stavbergstjärnen)
Fräknestjärnen är en sjö i Ovanåkers kommun i Hälsingland och ingår i Ljusnans huvudavrinningsområde.